# Rock urbano
Con il termine spagnolo Rock urbano, a cui ci si riferisce anche con musica rock urbana o el rollo, si definisce un genere musicale della musica rock spagnola presente in diverse nazioni di lingua spagnola. Questo genere musicale nacque e si sviluppò tra il 1973 ed il 1978, per evolvere successivamente ed arrivare fino ai giorni nostri. Tale termine fu poi usato in Messico ad inizio anni '80 per descrivere una scena simile a quella spagnola. In Argentina si iniziò invece ad usare il termine "Rock barrial".
Inizialmente, il movimento fu influenzato dall'hard rock di gruppi come Led Zeppelin, Thin Lizzy o Deep Purple, dal Blues rock della fine degli anni sessanta, dal rock sinfonico e i primi esempi di heavy metal. Solo molto più tardi, già negli anni ottanta e novanta anni, si aprì ad altri suoni come il punk rock e l'hardcore punk. Tuttavia, più che una confluenza di stili musicali, ciò che unisce questi gruppi sono spesso atteggiamenti simili.

## Definizione del termine e stile musicale
Il termine "urbano" è volto a descrivere una forma rock che sorge per le strade e tra i lavoratori della periferie. La visione della società post-industriale è fortemente negativa, e presenta la città come ostile e alienante. I loro testi affrontano questioni marginali (alcol, droghe, prostituzione, alienazione culturale e del lavoro), ingiustizie sociali e altri argomenti della vita quotidiana, con i quali le persone comuni si identificano facilmente. In questo senso il movimento beneficiò della fine della dittatura di Franco (e della conseguente abolizione della censura, nonché dei cambiamenti politici-sociali).
Una differenza fondamentale rispetto ai gruppi del precedente rock progressivo, era l'uso della lingua spagnola. Mentre le band "underground", dominanti tra il 1969 e il 1973, si erano espresse principalmente in inglese, le nuove band "urbane" recuperano lo spagnolo in modo generalizzato.

## Storia

### Il Rock urbano spagnolo

#### Il contesto

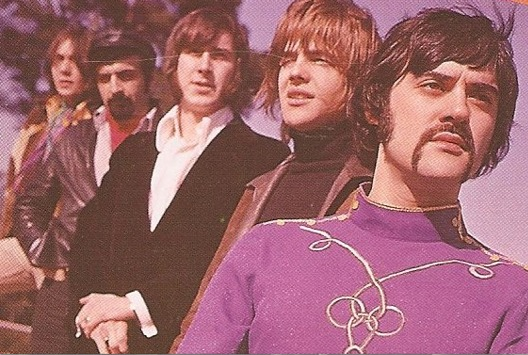
Los Buenos in una foto del 1968

L'emergere del rock urbano in Spagna coincide grossomodo con i tempi del cinema destape, dell'apertura del tardofranquismo e con il postfranchismo. In questo senso, va notato che è immediatamente successivo all'ascesa del rock progressivo (ciò che era conosciuto ai suoi tempi in Spagna come "underground"), contemporaneo ad altre correnti emerse nel paese come il rock andaluso, il rock sinfonico e il laietá rock.
Tra gli antecedenti, va ricordato che la scena blues rock spagnola della fine degli anni '60 vantava nomi come Los Buenos, Vértice, Smash, Gong, Cerebrum e altri. Una parte di questo movimento evolse verso il rock progressivo (conosciuto in Spagna come "underground"), mentre un altro settore ha finito per optare chiaramente per l'hard rock. Dal 1970 al 1971, gruppi come Storm, Época, Tapiman, Expresion o lo storico Lone Star coltivarono senza dubbio quest'ultimo. Cantando indifferentemente in inglese e spagnolo, suonavano un hard rock assolutamente esplicito, fortemente influenzato dai gruppi britannici dell'epoca come Led Zeppelin, Deep Purple, Black Sabbath). Chiari precedenti del movimento urbano, questi gruppi mancavano però della componente sinfonica che i loro eredi svilupparono. E, cosa ancora più importante, questi precursori, sviluppando la loro carriera in un periodo in cui era ancora in vigore il regime franchista, non potevano affrontare nei testi tematiche sociali, culturali e di critica politica come invece faranno i gruppi urbani dopo il 1975.

#### Nascita e sviluppo

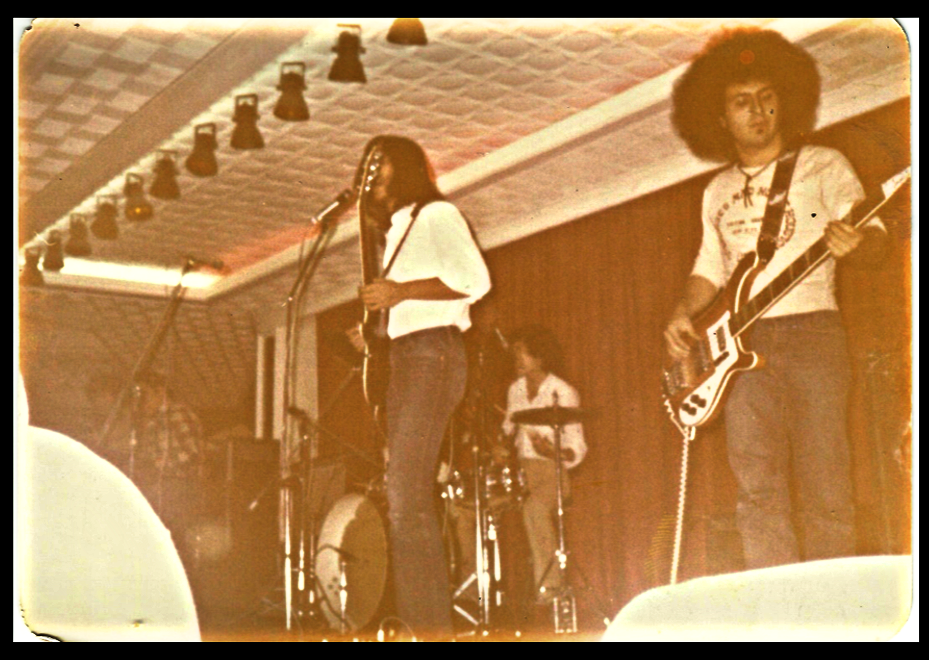
Union Pacific negli anni '70

Dal 1973 il fenomeno del rock urbano irrompe nella scena musicale spagnola con nomi come Asfalto (che avevano già pubblicato i loro primi singoli nel 1972), Ñu, Banana o Coz; a loro seguono i Topo, Unión Pacific, Red Box, Tarantula, Atila, Volumen, La BEPS, Moon, Cucharada; I Leño saranno il gruppo più importante e influente del movimento, nonostante l'apparizione tardiva (1978). Da 1980 il suono dei Leño fu quello più influente per il movimento, che trovò così sonorità nuove.
Il rock urbano proponeva quindi diverse sonorità ed influenze: Alcune band erano ancora molto vicine al rock sinfonico, come Asfalto, Atila, Topo, Tarántula o Ñu. In altri, quell'influenza era meno evidente o quasi assente, optando per un hard rock più immediato, come i Volumen, Red Box o Coz; il Boogie Rock ebbe molta influenza su La BEPS e Banana. Il nascente heavy metal già prefigurato la sua influenza sui Tarantula della seconda fase, su Unión Pacific o sui Moon.

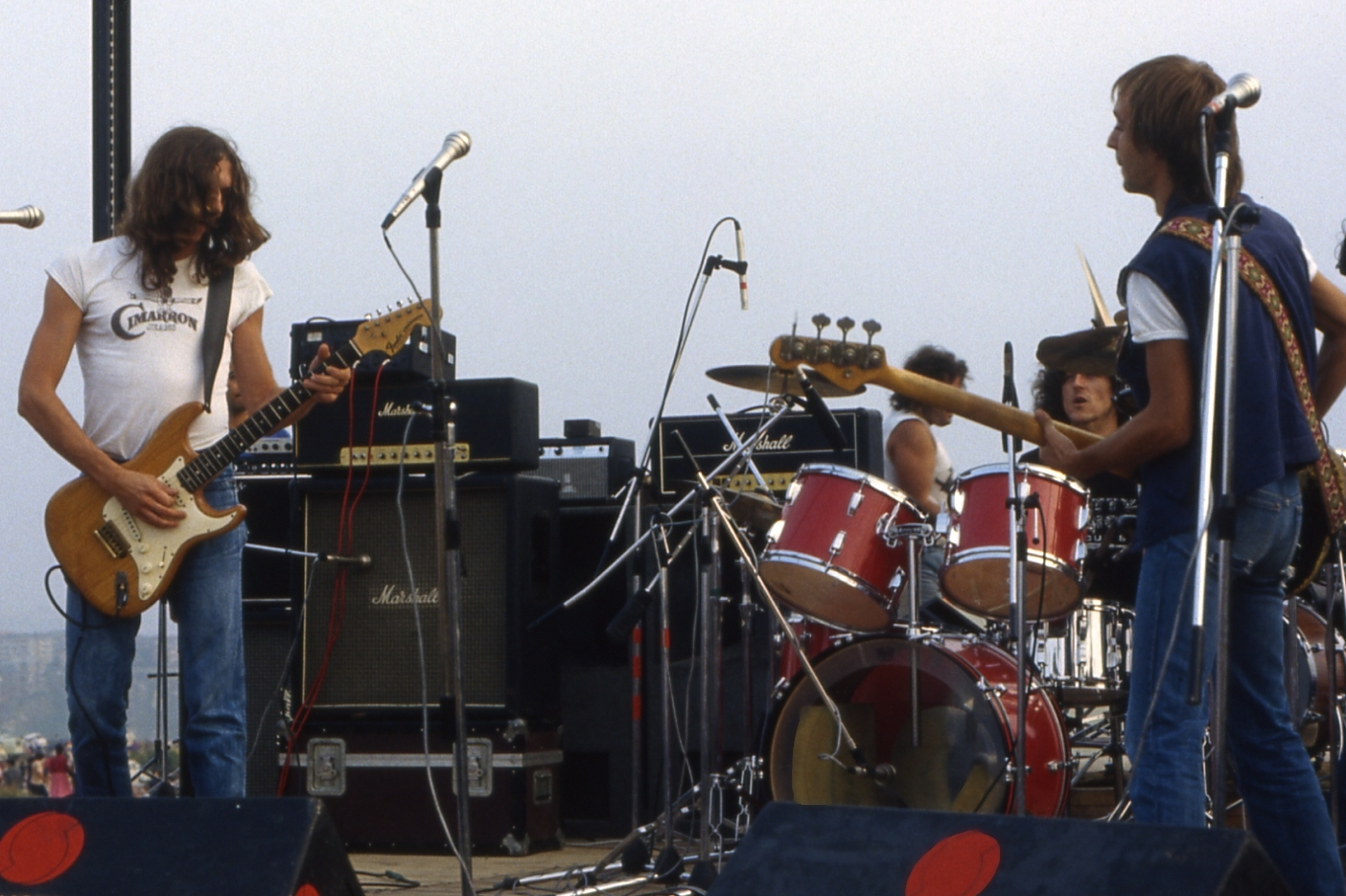
I Leño in una foto del 1981

I Leño invece apriranno un nuovo capitolo del rock urbano mescolando il punk rock e la New wave alle sonorità precedenti. Queste bande saranno supportate da etichette discografiche come la Discos Chapa, che pubblicò una serie di compilazioni intitolate "Long Live the Roll" a partire dal 1975. Il sostegno arrivò anche dal mercato delle nuove stazioni radiofoniche libere FM, da riviste come Popular 1, Vibrazions, Star, da programmi televisivi come Musical Expres e Popgrama e soprattutto da giornalisti e cronisti come "Mariskal" Romero, Paco Pérez Bryan o Ángel Casas.

#### Derivazioni successive negli anni '80 e '90
L'apparizione del punk rock e della new wave in Spagna nel 1977-78, così come le urgenze imposte dal movimento controculturale della Movida madrileña in quegli stessi anni, furono un duro colpo per il rock urbano e, in generale, per quello che era stato chiamato «The Roll». La gran parte delle band scomparve con il cambio di gusto e la semplificazione sonora imposta dal punk rock, e solo i Leño riuscirono ad adeguarsi ai nuovi suoni.

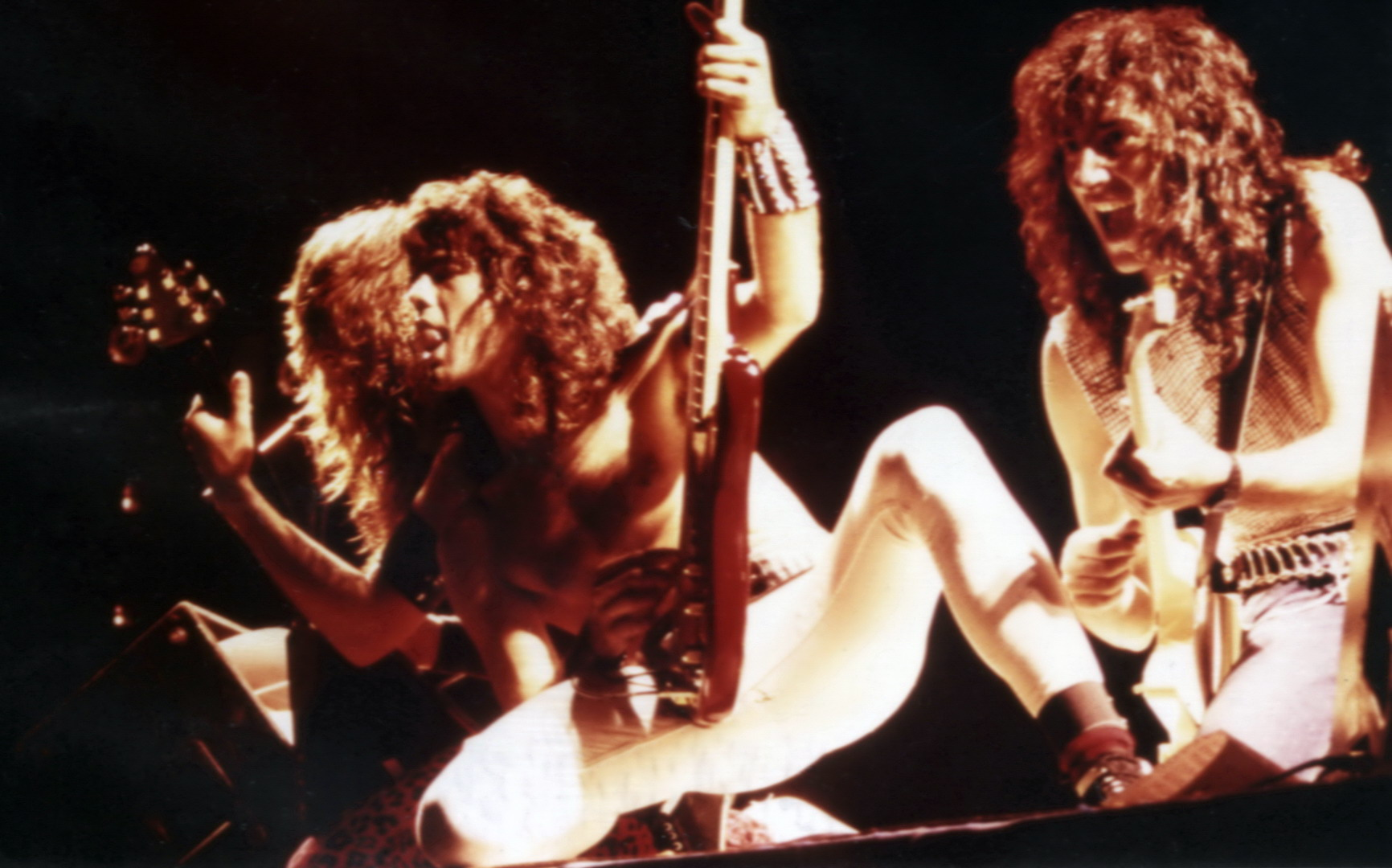
Angeles del Infierno dal vivo nel 1985

La maggior parte de pubblico del Rock urbano andò a gonfiare le file della scena heavy metal spagnola. Molti musicisti, che facevano parte delle vecchie band "urbane", furono poi tra i fondatori di gruppi seminali spagnoli di questo genere come Barón Rojo, Obús, Banzai, Angeles del Infierno e altri.
Tuttavia, durante gli anni '80 c'erano alcuni esempi degni di nota di fedeltà alle radici. Erano i casi come i Barricada, dei Galici Los Suaves e il già menzionato Rosendo (dopo lo scioglimento del Leño). Questi tre, assieme ai Leize, mantennero alta la bandiera del rock urbano, attraversando il decennio con notevole successo, anche se senza avere l'attenzione dei media. D'altra parte, sebbene fossero fedeli ai vecchi suoni ed a quell'estetica, hanno avuto l'apertura mentale per aggiungere nuove influenze a quello che avevano ricevuto dalle vecchie band. Così, con loro il vecchio suono urbano si aprì, in modo sfumato, al punk e, più chiaramente, all'heavy metal degli anni '80. Il rock urbano finì così per influenzare altri movimenti come il rock radicale basco (che all'inizio derivò soprattutto dai suoni del punk rock, ma che era anche molto permeabile all'attitudinee e al carattere arrabbiato della vecchio rock urbano).

### Il Rock urbano messicano

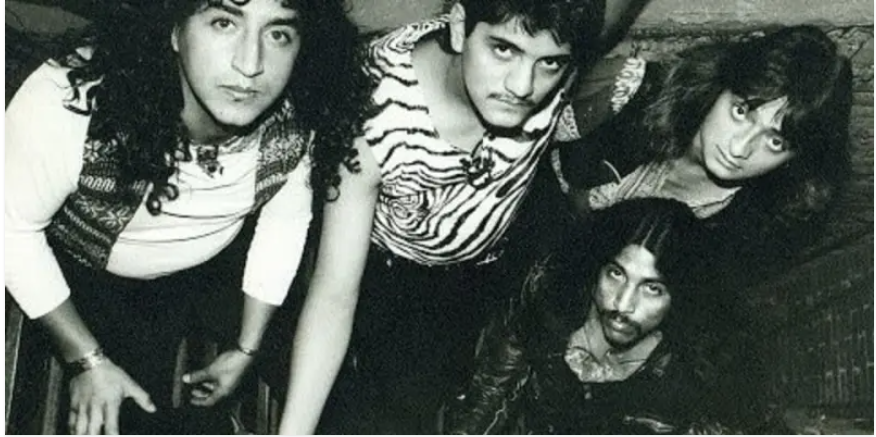
I Banda Bostik in una foto del 1983

In Messico come in altri paesi, il rock dei suoi esordi subì atteggiamenti di ostracismo e censura fin dai tempi del governo di Gustavo Díaz Ordaz.  Anche se questo genere musicale vedeva nomi di talento, come Carlos Santana, Javier Batiz, La revolución de Emiliano Zapata, Rockdrigo González, Three Souls in My Mind o Álex Lora, i media tendevano a dare visibilità agli autori di ballate o ai cantanti solisti di popular music romantica, ignorando perlopiù autori e gruppi della musica rock.
Il Rock urbano messicano si sviluppò così nell'area metropolitana di Città del Messico nei primi anni '80 e vedeva tra le sue band nomi come El Tri, Liran' Roll, Banda Bostik, Tex Tex. Proprio a causa del disinteresse delle etichette discografiche e dell'approccio all'autoproduzione dei materiali discografici, le registrazioni di rock urbano presentano spesso equalizzazione imprecise ed avevano un suono ruvido e rumoroso.